# Carriers at War (2007)
Carriers at War — стратегическая компьютерная игра, ремейк одноимённой игры 1984 года. Была разработана австралийской компанией Strategic Studies Group и издана Matrix Games в 2007 году  для Microsoft Windows.
Игра представляет собой варгейм и повествует о битвах авианосцев в тихоокеанском театре военных действий Второй мировой войны.

## Сюжет
Целью игрока является поиск и уничтожение сил врага. Игра состоит из семи сценариев, симулирующих морские сражения тихоокеанского театра военных действий, начиная с нападения на Перл-Харбор. Каждый из сценариев содержит как минимум один не исторический вариант развития событий.

## Отзывы
Обозраватель GamePro похвалил Carriers at War за реиграбельность и назвал её «глотком свежего воздуха», учитывая, что морские стратегии выходят не часто. Тим Стоун из Computer and Video Games поставил игре 7.3 балла из 10 и отметил, что нарисованные вручную иллюстрации добавляют игре ностальгического шарма DOS-эры.